# Liste der Nummer-eins-Hits in den USA (1963)
Dies ist eine Liste der Nummer-eins-Hits in den von Billboard ermittelten Charts in den USA (Hot 100) im Jahr 1963. In diesem Jahr gab es einundzwanzig Nummer-eins-Singles und elf Nummer-eins-Alben.

## Singles
| ← 1962 ← | Liste der Nummer-eins-Hits in den USA | Liste der Nummer-eins-Hits in den USA              | Liste der Nummer-eins-Hits in den USA                                 | 1964 →                    |
| \| Zeitraum \| Wo. ges. \| Interpret \| Titel Autor(en) \| Zusätzliche Informationen \| \| (Zeitraum, Wochen auf Platz eins, Interpret, Titel, Autor[en], zusätzliche Informationen) \| \| \| \| \| \| ----------------------------------------------------------------------------------------- \| -------- \| -------------------------------------------------- \| ------------------------------------------------------------------------ \| ------------------------- \| \| 21. Dezember 1962 – 11. Januar 1963 3 Wochen (insgesamt 3) \| 3 \| The Tornados \| Telstar[1] Joe Meek \| - \| \| 12. Januar 1963 – 25. Januar 1963 2 Wochen (insgesamt 2) \| 2 \| Steve Lawrence \| Go Away Little Girl[2] Gerry Goffin, Carole King \| - \| \| 26. Januar 1963 – 8. Februar 1963 2 Wochen (insgesamt 2) \| 2 \| The Rooftop Singers \| Walk Right In[3] Erik Darling, Willard Svanoe \| - \| \| 9. Februar 1963 – 1. März 1963 3 Wochen (insgesamt 3) \| 3 \| Paul & Paula \| Hey Paula[4] Ray Hildebrand \| - \| \| 2. März 1963 – 22. März 1963 3 Wochen (insgesamt 3) \| 3 \| The Four Seasons \| Walk Like a Man[5] Bob Crewe, Bob Gaudio \| - \| \| 23. März 1963 – 29. März 1963 1 Woche (insgesamt 1) \| 1 \| Ruby & The Romantics \| Our Day Will Come[6] Bob Hilliard, Mort Garson \| - \| \| 30. März 1963 – 26. April 1963 4 Wochen (insgesamt 4) \| 4 \| The Chiffons \| He’s So Fine[7] Ronnie Mack \| - \| \| 27. April 1963 – 17. Mai 1963 3 Wochen (insgesamt 3) \| 3 \| Little Peggy March with Sammy Lowe & His Orchestra \| I Will Follow Him[8] Arthur Altman, Del Roma, J. W. Stole, Norman Gimbel \| - \| \| 18. Mai 1963 – 31. Mai 1963 2 Wochen (insgesamt 2) \| 2 \| Jimmy Soul \| If You Wanna be Happy[9] Frank Guida, Joseph Royster \| - \| \| 1. Juni 1963 – 14. Juni 1963 2 Wochen (insgesamt 2) \| 2 \| Lesley Gore \| It’s My Party[10] Herb Weiner, John Gluck Jr., Wally Gold \| - \| \| 15. Juni 1963 – 5. Juli 1963 3 Wochen (insgesamt 3) \| 3 \| Kyū Sakamoto \| Sukiyaki[11] Hachidai Nakamura, Rokusuke Ei \| - \| \| 6. Juli 1963 – 19. Juli 1963 2 Wochen (insgesamt 2) \| 2 \| The Essex \| Easier Said Than Done[12] William Linton \| - \| \| 20. Juli 1963 – 2. August 1963 2 Wochen (insgesamt 2) \| 2 \| Jan and Dean \| Surf City[13] Jan Berry, Brian Wilson \| - \| \| 3. August 1963 – 9. August 1963 1 Woche (insgesamt 1) \| 1 \| The Tymes \| So Much in Love[14] Bill Jackson, Roy Straigis, George Williams \| - \| \| 10. August 1963 – 30. August 1963 3 Wochen (insgesamt 3) \| 3 \| Little Stevie Wonder \| Fingertips[15] Clarence Paul, Henry Cosby \| - \| \| 31. August 1963 – 20. September 1963 3 Wochen (insgesamt 3) \| 3 \| The Angels \| My Boyfriend’s Back[16] Bob Feldman, Jerry Goldstein, Richard Gottehrer \| - \| \| 21. September 1963 – 11. Oktober 1963 3 Wochen (insgesamt 3) \| 3 \| Bobby Vinton \| Blue Velvet[17] Bernie Wayne, Lee Morris \| - \| \| 12. Oktober 1963 – 15. November 1963 5 Wochen (insgesamt 5) \| 5 \| Jimmy Gilmer & the Fireballs \| Sugar Shack[18] Keith McCormack, Jimmy Torres, Fay Voss \| - \| \| 16. November 1963 – 22. November 1963 1 Woche (insgesamt 1) \| 1 \| Nino Tempo & April Stevens \| Deep Purple[19] Peter DeRose, Mitchell Parish \| - \| \| 23. November 1963 – 6. Dezember 1963 2 Wochen (insgesamt 2) \| 2 \| Dale & Grace \| I’m Leaving It up to You[20] Dewey Terry, Don F. Harris \| - \| \| 7. Dezember 1963 – 4. Januar 1964 4 Wochen (insgesamt 4) \| 4 \| Sœur Sourire \| Dominique[21] Sœur Sourire \| - \| |                                       |                                                    |                                                                       |                           |
| ← 1962 |                                       |                                                    |                                                                       | → 1964 →                  |
| Zeitraum | Wo. ges.                              | Interpret                                          | Titel Autor(en)                                                       | Zusätzliche Informationen |
| (Zeitraum, Wochen auf Platz eins, Interpret, Titel, Autor[en], zusätzliche Informationen) |                                       |                                                    |                                                                       |                           |
| 21. Dezember 1962 – 11. Januar 1963 3 Wochen (insgesamt 3) | 3                                     | The Tornados                                       | Telstar Joe Meek                                                      | -                         |
| 12. Januar 1963 – 25. Januar 1963 2 Wochen (insgesamt 2) | 2                                     | Steve Lawrence                                     | Go Away Little Girl Gerry Goffin, Carole King                         | -                         |
| 26. Januar 1963 – 8. Februar 1963 2 Wochen (insgesamt 2) | 2                                     | The Rooftop Singers                                | Walk Right In Erik Darling, Willard Svanoe                            | -                         |
| 9. Februar 1963 – 1. März 1963 3 Wochen (insgesamt 3) | 3                                     | Paul & Paula                                       | Hey Paula Ray Hildebrand                                              | -                         |
| 2. März 1963 – 22. März 1963 3 Wochen (insgesamt 3) | 3                                     | The Four Seasons                                   | Walk Like a Man Bob Crewe, Bob Gaudio                                 | -                         |
| 23. März 1963 – 29. März 1963 1 Woche (insgesamt 1) | 1                                     | Ruby & The Romantics                               | Our Day Will Come Bob Hilliard, Mort Garson                           | -                         |
| 30. März 1963 – 26. April 1963 4 Wochen (insgesamt 4) | 4                                     | The Chiffons                                       | He’s So Fine Ronnie Mack                                              | -                         |
| 27. April 1963 – 17. Mai 1963 3 Wochen (insgesamt 3) | 3                                     | Little Peggy March with Sammy Lowe & His Orchestra | I Will Follow Him Arthur Altman, Del Roma, J. W. Stole, Norman Gimbel | -                         |
| 18. Mai 1963 – 31. Mai 1963 2 Wochen (insgesamt 2) | 2                                     | Jimmy Soul                                         | If You Wanna be Happy Frank Guida, Joseph Royster                     | -                         |
| 1. Juni 1963 – 14. Juni 1963 2 Wochen (insgesamt 2) | 2                                     | Lesley Gore                                        | It’s My Party Herb Weiner, John Gluck Jr., Wally Gold                 | -                         |
| 15. Juni 1963 – 5. Juli 1963 3 Wochen (insgesamt 3) | 3                                     | Kyū Sakamoto                                       | Sukiyaki Hachidai Nakamura, Rokusuke Ei                               | -                         |
| 6. Juli 1963 – 19. Juli 1963 2 Wochen (insgesamt 2) | 2                                     | The Essex                                          | Easier Said Than Done William Linton                                  | -                         |
| 20. Juli 1963 – 2. August 1963 2 Wochen (insgesamt 2) | 2                                     | Jan and Dean                                       | Surf City Jan Berry, Brian Wilson                                     | -                         |
| 3. August 1963 – 9. August 1963 1 Woche (insgesamt 1) | 1                                     | The Tymes                                          | So Much in Love Bill Jackson, Roy Straigis, George Williams           | -                         |
| 10. August 1963 – 30. August 1963 3 Wochen (insgesamt 3) | 3                                     | Little Stevie Wonder                               | Fingertips Clarence Paul, Henry Cosby                                 | -                         |
| 31. August 1963 – 20. September 1963 3 Wochen (insgesamt 3) | 3                                     | The Angels                                         | My Boyfriend’s Back Bob Feldman, Jerry Goldstein, Richard Gottehrer   | -                         |
| 21. September 1963 – 11. Oktober 1963 3 Wochen (insgesamt 3) | 3                                     | Bobby Vinton                                       | Blue Velvet Bernie Wayne, Lee Morris                                  | -                         |
| 12. Oktober 1963 – 15. November 1963 5 Wochen (insgesamt 5) | 5                                     | Jimmy Gilmer & the Fireballs                       | Sugar Shack Keith McCormack, Jimmy Torres, Fay Voss                   | -                         |
| 16. November 1963 – 22. November 1963 1 Woche (insgesamt 1) | 1                                     | Nino Tempo & April Stevens                         | Deep Purple Peter DeRose, Mitchell Parish                             | -                         |
| 23. November 1963 – 6. Dezember 1963 2 Wochen (insgesamt 2) | 2                                     | Dale & Grace                                       | I’m Leaving It up to You Dewey Terry, Don F. Harris                   | -                         |
| 7. Dezember 1963 – 4. Januar 1964 4 Wochen (insgesamt 4) | 4                                     | Sœur Sourire                                       | Dominique Sœur Sourire                                                | -                         |

## Alben

### Mono
| ← 1962 ← | Liste der Nummer-eins-Alben in den USA | Liste der Nummer-eins-Alben in den USA | Liste der Nummer-eins-Alben in den USA  | 1964 →                    |
| \| Zeitraum \| Wo. ges. \| Interpret \| Titel \| Zusätzliche Informationen \| \| (Zeitraum, Wochen auf Platz eins, Interpret, Titel, zusätzliche Informationen) \| \| \| \| \| \| ------------------------------------------------------------------------------ \| -------- \| ------------------- \| ------------------------------------------- \| ------------------------- \| \| 29. Dezember 1962 – 8. März 1963 10 Wochen (insgesamt 12) \| 12 \| Vaughn Meader \| The First Family[22] \| - \| \| 9. März 1963 – 15. März 1963 1 Woche (insgesamt 1) \| 1 \| Allan Sherman \| My Son, the Celebrity[23] \| - \| \| 16. März 1963 – 19. April 1963 5 Wochen (insgesamt 5) \| 5 \| Frank Fontaine \| Songs I Sing on the Jackie Gleason Show[24] \| - \| \| 20. April 1963 – 3. Mai 1963 2 Wochen (insgesamt 12) \| 12 \| Original Soundtrack \| West Side Story[25] \| - \| \| 4. Mai 1963 – 16. August 1963 15 Wochen (insgesamt 15) \| 15 \| Andy Williams \| Days of Wine and Roses[26] \| - \| |                                        |                                        |                                         |                           |
| ← 1962 |                                        |                                        |                                         | → 1964 →                  |
| Zeitraum | Wo. ges.                               | Interpret                              | Titel                                   | Zusätzliche Informationen |
| (Zeitraum, Wochen auf Platz eins, Interpret, Titel, zusätzliche Informationen) |                                        |                                        |                                         |                           |
| 29. Dezember 1962 – 8. März 1963 10 Wochen (insgesamt 12) | 12                                     | Vaughn Meader                          | The First Family                        | -                         |
| 9. März 1963 – 15. März 1963 1 Woche (insgesamt 1) | 1                                      | Allan Sherman                          | My Son, the Celebrity                   | -                         |
| 16. März 1963 – 19. April 1963 5 Wochen (insgesamt 5) | 5                                      | Frank Fontaine                         | Songs I Sing on the Jackie Gleason Show | -                         |
| 20. April 1963 – 3. Mai 1963 2 Wochen (insgesamt 12) | 12                                     | Original Soundtrack                    | West Side Story                         | -                         |
| 4. Mai 1963 – 16. August 1963 15 Wochen (insgesamt 15) | 15                                     | Andy Williams                          | Days of Wine and Roses                  | -                         |

### Stereo
| ← 1962 ← | Liste der Nummer-eins-Alben in den USA | Liste der Nummer-eins-Alben in den USA | Liste der Nummer-eins-Alben in den USA | 1964 →                    |
| \| Zeitraum \| Wo. ges. \| Interpret \| Titel \| Zusätzliche Informationen \| \| (Zeitraum, Wochen auf Platz eins, Interpret, Titel, zusätzliche Informationen) \| \| \| \| \| \| ------------------------------------------------------------------------------ \| -------- \| ------------------------ \| ---------------------- \| ------------------------- \| \| 29. Dezember 1962 – 8. März 1963 10 Wochen (insgesamt 42) \| 42 \| Original Soundtrack \| West Side Story \| - \| \| 9. März 1963 – 15. März 1963 1 Woche (insgesamt 1) \| 1 \| Stan Getz & Charlie Byrd \| Jazz Samba[27] \| - \| \| 16. März 1963 – 31. Mai 1963 11 Wochen (insgesamt 53) \| 53 \| Original Soundtrack \| West Side Story \| - \| \| 1. Juni 1963 – 16. August 1963 11 Wochen (insgesamt 11) \| 11 \| Andy Williams \| Days of Wine and Roses \| - \| |                                        |                                        |                                        |                           |
| ← 1962 |                                        |                                        |                                        | → 1964 →                  |
| Zeitraum | Wo. ges.                               | Interpret                              | Titel                                  | Zusätzliche Informationen |
| (Zeitraum, Wochen auf Platz eins, Interpret, Titel, zusätzliche Informationen) |                                        |                                        |                                        |                           |
| 29. Dezember 1962 – 8. März 1963 10 Wochen (insgesamt 42) | 42                                     | Original Soundtrack                    | West Side Story                        | -                         |
| 9. März 1963 – 15. März 1963 1 Woche (insgesamt 1) | 1                                      | Stan Getz & Charlie Byrd               | Jazz Samba                             | -                         |
| 16. März 1963 – 31. Mai 1963 11 Wochen (insgesamt 53) | 53                                     | Original Soundtrack                    | West Side Story                        | -                         |
| 1. Juni 1963 – 16. August 1963 11 Wochen (insgesamt 11) | 11                                     | Andy Williams                          | Days of Wine and Roses                 | -                         |

Seit dem 17. August 1963 existiert wieder eine einheitliche Berechnung.

| ← 1962 ← | Liste der Nummer-eins-Alben in den USA | Liste der Nummer-eins-Alben in den USA | Liste der Nummer-eins-Alben in den USA | 1964 →                    |
| \| Zeitraum \| Wo. ges. \| Interpret \| Titel \| Zusätzliche Informationen \| \| (Zeitraum, Wochen auf Platz eins, Interpret, Titel, zusätzliche Informationen) \| \| \| \| \| \| ------------------------------------------------------------------------------ \| -------- \| -------------------- \| ----------------------------------------- \| ------------------------- \| \| 17. August 1963 – 23. August 1963 1 Woche (insgesamt 16) \| 16 \| Andy Williams \| Days of Wine and Roses \| - \| \| 24. August 1963 – 30. August 1963 1 Woche (insgesamt 1) \| 1 \| Little Stevie Wonder \| Recorded Live: The 12 Year Old Genius[28] \| - \| \| 31. August 1963 – 25. Oktober 1963 8 Wochen (insgesamt 8) \| 8 \| Allan Sherman \| My Son, The Nut[29] \| - \| \| 26. Oktober 1963 – 1. November 1963 1 Woche (insgesamt 7) \| 7 \| Peter, Paul & Mary \| Peter, Paul and Mary[30] \| - \| \| 2. November 1963 – 6. Dezember 1963 5 Wochen (insgesamt 5) \| 5 \| Peter, Paul & Mary \| In the Wind[31] \| - \| \| 7. Dezember 1963 – 27. Dezember 1963 3 Wochen (insgesamt 3) \| 3 \| Sœur Sourire \| The Singing Nun[32] \| - \| |                                        |                                        |                                        |                           |
| ← 1962 |                                        |                                        |                                        | → 1964 →                  |
| Zeitraum | Wo. ges.                               | Interpret                              | Titel                                  | Zusätzliche Informationen |
| (Zeitraum, Wochen auf Platz eins, Interpret, Titel, zusätzliche Informationen) |                                        |                                        |                                        |                           |
| 17. August 1963 – 23. August 1963 1 Woche (insgesamt 16) | 16                                     | Andy Williams                          | Days of Wine and Roses                 | -                         |
| 24. August 1963 – 30. August 1963 1 Woche (insgesamt 1) | 1                                      | Little Stevie Wonder                   | Recorded Live: The 12 Year Old Genius  | -                         |
| 31. August 1963 – 25. Oktober 1963 8 Wochen (insgesamt 8) | 8                                      | Allan Sherman                          | My Son, The Nut                        | -                         |
| 26. Oktober 1963 – 1. November 1963 1 Woche (insgesamt 7) | 7                                      | Peter, Paul & Mary                     | Peter, Paul and Mary                   | -                         |
| 2. November 1963 – 6. Dezember 1963 5 Wochen (insgesamt 5) | 5                                      | Peter, Paul & Mary                     | In the Wind                            | -                         |
| 7. Dezember 1963 – 27. Dezember 1963 3 Wochen (insgesamt 3) | 3                                      | Sœur Sourire                           | The Singing Nun                        | -                         |